# Kazuya Konno
Kazuya Konno (jap. 紺野 和也, Konno Kazuya; * 11. Juli 1997 in Yoshikawa, Präfektur Saitama) ist ein japanischer Fußballspieler.

## Karriere
Kazuya Konno erlernte das Fußballspielen in den Jugendmannschaften von Yoshikawa WhiteShark und CA Alegre, der Schulmannschaft der Bunan High School sowie der Universitätsmannschaft der Hōsei-Universität. Von der Hōsei-Universität wurde er von März 2019 bis Januar 2020 an den FC Tokyo ausgeliehen. Hier spielte er viermal in der U23-Mannschaft des Vereins in der dritten Liga, der J3 League. Nach Ende der Ausleihe wurde er Anfang 2020 vom FC Tokyo fest verpflichtet. Der Verein, der in der Präfektur Tokio beheimatet ist, spielte in der höchsten Liga des Landes, der J1 League. Sein Erstligadebüt gab er am 23. Februar 2020 im Spiel gegen Shimizu S-Pulse. Hier wurde er in der 81. Minute für Kyōsuke Tagawa eingewechselt. Im Finale um den J.League Cup 2020 besiegte Tokyo am 4. Januar 2021 Kashiwa Reysol mit 2:1. Für Tokyo bestritt er 42 Erstligaspiele. Im Januar 2023 unterschrieb er einen Vertrag beim Ligakonkurrenten Avispa Fukuoka. Am 4. November 2023 stand er mit Avispa im Finale des Ligapokals. Hier besiegte man die Urawa Red Diamonds mit 2:1.

## Erfolge
FC Tokyo
- Japanischer Ligapokalsieger: 2020

Avispa Fukuoka
- Japanischer Ligapokalsieger: 2023